# Friedrich Georg Riedesel zu Eisenbach

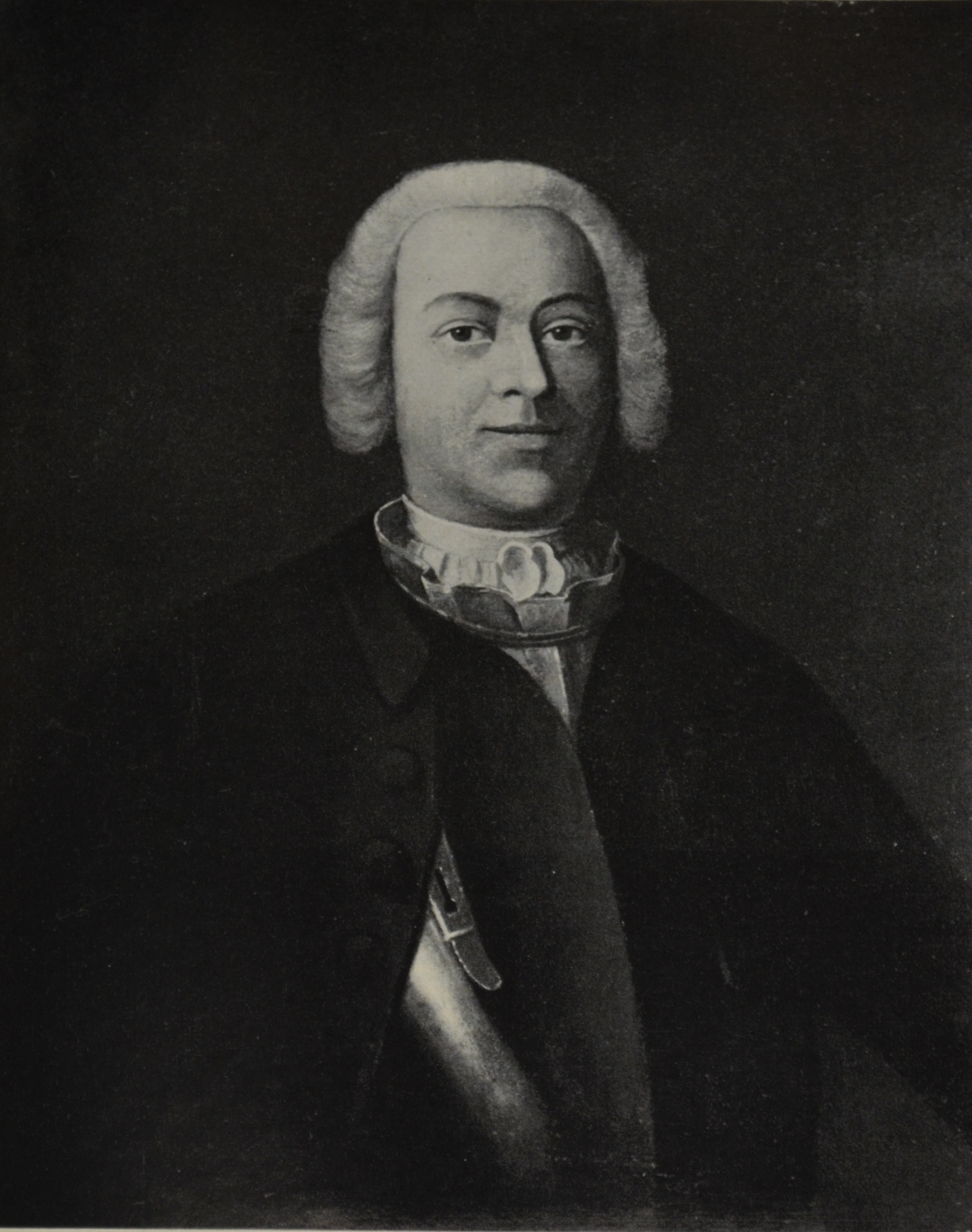
Friedrich Georg Riedesel zu Eisenbach

Friedrich Georg Riedesel zu Eisenbach (* 5. März 1703 auf Schloss Ludwigseck; † 9. November 1775 auf Schloss Eisenbach) aus dem Hause der Riedesel war ab 1751 Erbmarschall der Landgrafschaft Hessen während der Regierungszeit des Landgrafen Wilhelm VIII. von Hessen-Kassel. 

## Familie
Friedrich Georg war der älteste Sohn von Jost Volprecht Riedesel zu Eisenbach (1663–1733) und dessen erster Frau Anna Dorothea geb. von Baumbach (1662–1703). 1747 heiratete er in erster Ehe Anna Dorothea Juliana von Baumbach. Aus dieser Ehe gingen der Sohn Christian Friedrich Wilhelm Hermann (1753–1803), die Tochter Caroline Anna Sophie Hermine (1749–1781), die 1777 Volprecht Hermann Friedrich Riedesel (1732–1785) heiratete, und fünf weitere Töchter hervor. 1763 heiratete er in zweiter Ehe Sophie Luise von Trott zu Solz (* 1718; † 26. Januar 1805). Diese Ehe blieb kinderlos.

## Leben
Friedrich Georg studierte ab 1721 an der Universität Marburg und ab 1722 an der Universität Halle. Er entschied sich jedoch gegen eine akademische Karriere und wurde Soldat. Er kämpfte in Holland, Brabant und Bayern.
Im Februar 1727 wurde er Rittmeister im Dienst des Landgrafen Karl von Hessen-Kassel. Er stellte eine Kompanie als Teil des fürstlichen Leibregiments zu Pferde auf, die er zwei Jahrzehnte lang führte. 1742 wurde er zum Major befördert. Er kämpfte unter anderem in der Schlacht von Dettingen am 27. Juni 1743.
1751 starb sein Onkel Hermann Riedesel zu Eisenbach (1682–1751) ohne eigene Kinder. Amt und Titel des hessischen Erbmarschalls und die Regentschaft im Riedselschen Junkerland wären nach dem Familiengesetz an dessen Eisenbacher Vetter Johann Volprecht Riedesel zu Eisenbach gefallen. Dieser hatte jedoch ein Nervenleiden und ein cholerisches Temperament, was zu Konflikten zwischen den beiden Vettern geführt hatte, und Hermann hatte daher ein Testament zu Gunsten der beiden Neffen von Hans Volpert, Hermann und Georg Ludwig, gemacht, wodurch Georg Ludwig vorzeitig Erbmarschall wurde. Zwischen Hans Volpert und seinen Neffen kam es danach zu einem mehrjährigen Rechtsstreit vor dem Reichskammergericht um das Erbe und um die von der Familie erwirkte kaiserliche Verfügung, den kranken Hans Volpert von der Nachfolge als Erbmarschall auszuschließen. Dieses endete nach drei Jahren ohne Urteil, womit Georg Ludwigs Erbe und Titel erhalten blieben.
Landgraf Wilhelm VIII. von Hessen-Kassel ernannte ihn zum Geheimrat und verlieh ihm den hessischen Hausorden vom Goldenen Löwen.
Als Erbmarschall stand er den hessischen Landständen vor. Daher weilte er 1757 in Kassel, wo die Landstände tagten. Hauptpunkt der Beratungen war die Lage des Siebenjährigen Krieges. Nach der verlorenen Schlacht bei Hastenbeck besetzte der französische General Victor-François de Broglie die Stadt Kassel. Nachdem sich das Kriegsglück gewendet hatte, mussten die Franzosen im März 1758 Kassel räumen. Friedrich Georg wurde wegen angeblicher rückständiger Kontributionen von ihnen verhaftet und als Geisel mitgeführt. Der Ritterkanton Rhön-Werra protestierte gegen diese Verschleppung beim Kaiser in Wien. Dieser Protest war wirkungslos: Friedrich Georg wurde eineinhalb Jahre lang von den Franzosen in Straßburg festgehalten.
Mit dem Aussterben des Hermannsburger Zweiges des Hauses Riedesel erbte er Schloss Eisenbach, das er als Wohnsitz wählte (zuvor hatte er seinen Wohnsitz in Ludwigseck). 1770 ließ er noch die Hermannsburg in Stockhausen zum Schloss Stockhausen ausbauen, erlebte dessen erste Fertigstellung 1777 aber nicht mehr.